# 天目茶碗

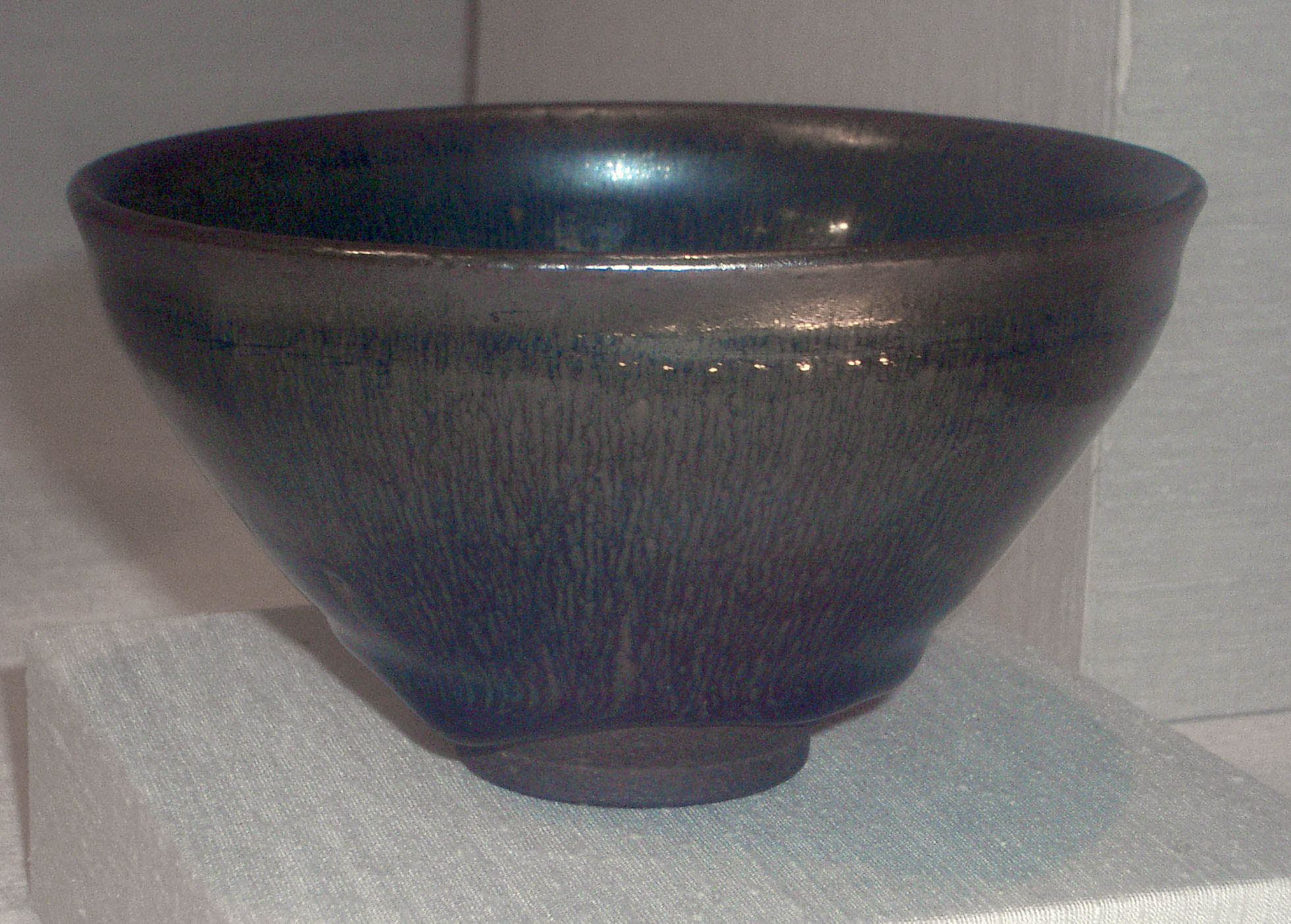
宋代の天目茶碗

天目茶碗（てんもくぢゃわん）は、元は茶葉の産地だった中国の天目山一帯の寺院に於いて用いられた天目山産の茶道具で、天目釉と呼ばれる鉄釉をかけて焼かれた陶器製の茶碗のこと。

## 概要
長石と石灰岩、鉄イオンを原料とする釉薬を使用する。鉄釉を用いて焼かれた陶磁器は中国においては、周の時代に遡るが、本格的な製造は東晋期に現在の浙江省にあった徳清窯で焼かれたものであるとされている。白磁や青磁と違い、酸化焼成でも還元焼成でも見た目に大差は出ないため黒磁の生産は比較的容易であり、日常用の陶器として各地の窯で焼かれた。
宋以後、白茶の流行とともに鉄釉をかけ文様を施した茶碗が茶人の間で珍重されるようになり、盛んに制作されるようになった。天目茶碗の最初の文献記録は、北宋の文人官僚だった陶穀(903 - 970)が『清異録』に記した建窯産の茶碗に関する記述である。
その頃日本では禅宗が盛んになった鎌倉時代にあたり、中国禅宗の中心であった浙江の天目山に留学した禅僧が喫茶の習慣とともにこれを日本に持ち帰った事から、室町時代、足利義政の代には、今の灰被天目や黄天目茶碗が天目と呼ばれた（『君台観左右帳記』）。やがて、鉄釉のかかった茶碗を「天目」と称し、その中でも特に鼈口を有した2段の口造り構造となった天目の茶碗は中の茶の保温に優れたものとして茶道を愛好するものに好まれたために、こうした茶碗を「天目茶碗」と呼んで珍重して、台子点前・貴人点などの重要な茶会などの際にも用いられた。
天目を焼くために用いられる釉薬（鉄質黒釉）は、釉薬の中に含まれている鉄分によって黒く発色する。鉄分の含有率が1 - 2パーセントならば青磁となり、15パーセント以上なら黒磁となる。従って、鉄分の含有量によって、その色合いが異なり、鉄分が少ない天目は飴釉（あめゆう）、多い天目は柿釉（かきゆう）とも称されている。

## 種類
| 国宝 曜変天目（静嘉堂文庫所蔵） |  | 国宝 油滴天目（大阪市立東洋陶磁美術館所蔵） |
| 国宝 曜変天目（静嘉堂文庫所蔵） |  | 国宝 油滴天目（大阪市立東洋陶磁美術館所蔵） |

天目茶碗の代表的な物として、現在の福建省南平市建陽区にある建窯で作られた建盞（けんさん）と呼ばれるものや、江西省吉安県にある吉州窯で作られた玳皮盞（たいひさん）/鼈盞（べっさん）が挙げられる。前者からは「曜変天目」（ようへんてんもく）・「油滴天目」（ゆてきてんもく）・「灰被天目」（はいかつぎてんもく）・「禾目天目」【または「芒目天目」】（のぎめてんもく）、後者からは「木葉天目」（このはてんもく）、「文字天目」（もじてんもく）、「鸞天目」（らんてんもく）が派生した。
特に最上級とされる「曜変天目」は、現在では全世界に龍光院・静嘉堂文庫・藤田美術館・MIHO MUSEUMに伝えられている4点（ないしは3点）しか遺されていないとされ、前者3点は国宝、MIHO MUSEUMの1点は重要文化財に指定されている。
他にも、華北の「河南天目」・朝鮮の「高麗天目」・日本の「菊花天目」（瀬戸焼）などが著名である。なお、美濃焼には白い釉薬をかけた茶碗で「白天目」と称するものがある。